# Shenxian zhuan
Das Werk Shenxian zhuan (chinesisch 神仙傳 / 神仙传, englisch Biographies of Divine immortals – „Berichte von Göttern und Unsterblichen“) von Ge Hong (葛洪) ist eine ca. 320 entstandene daoistische Hagiographiensammlung. Ein früher Druck ist die Ausgabe der Buchreihe Han Wei congshu 汉魏丛书.  